# TPIX
TPIX – platforma oparta na przełącznikach Ethernet zainstalowanych w głównych lokalizacjach należących do Orange Polska i towarzyszącej im infrastrukturze technicznej, która umożliwia wymianę ruchu IP pomiędzy podłączonymi operatorami telekomunikacyjnymi na zasadzie punktu wymiany ruchu międzyoperatorskiego (ang. Internet Exchange Point).
TPIX należy do  organizacji European Internet Exchange Association (Euro-IX) zrzeszającej największe europejskie punkty wymiany ruchu internetowego.
TPIX powstał w 2010 r. Platforma skupia obecnie ponad 400 operatorów w Polsce. Pod względem wielkości wymiany ruchu IP, jedna z największych w kraju platform, obsługująca przepływ danych dochodzących do 2 Tbps.